# Брюс Полікін
Брюс Лі Полікін (англ. Bruce Lee Poliquin; нар. 1 листопада 1953, Вотервіль, Мен) — американський політик-республіканець, з січня 2015 року він представляє 2-й округ штат Мен у Палаті представників США.
Закінчив Академію Філліпса, а потім навчався до 1976 року у Гарвардському університеті. Полікін працював приватним підприємцем. У 2010 році він безуспішно намагався стати кандидатом на посаду губернатора штату Мен. Між 2010 і 2012 він був державним скарбником Мену. У 2012 програв внутрішньопартійні праймеріз Республіканської партії, прагнучи стати кандидатом у сенатори США.